# Hai phía chân trời
Hai phía chân trời là một bộ phim truyền hình được thực hiện bởi Trung tâm Phim truyền hình Việt Nam, Đài Truyền hình Việt Nam do Trần Quốc Trọng và Vũ Trường Khoa làm đạo diễn, chuyển thể từ tiểu thuyết Máu của tuyết của tác giả Trần Hoài Văn.
Phim được phát sóng vào lúc 20h05 thứ 5, 6 hàng tuần bắt đầu từ ngày 8 tháng 11 năm 2012 và kết thúc vào ngày 15 tháng 3 năm 2013 trên kênh VTV1. Đây được coi là bộ phim truyền hình đầu tiên có bối cảnh chính ở Đông Âu, cũng là bộ phim đầu tiên về người Việt xa xứ.

## Nội dung
Hai phía chân trời xoay quanh một nhóm những người bạn cùng chung sức để xuất bản tờ báo mang tên "Trái tim Việt", trong đó có doanh nhân Lê (NSND Mạnh Cường) và luật sư Minh (NSƯT Xuân Bắc), với mong muốn cung cấp những thông tin, luật pháp... của đất nước sở tại cho bà con đồng bào sinh sống tại đây. Trong quá trình làm việc, họ đã phát hiện tay bút nghiệp dư Vinh (Lê Vũ Long) có lối sống rất nghĩa khí nhưng số phận lại long đong... Họ cũng giúp đỡ một người phụ nữ Việt có hoàn cảnh éo le tên Tình (NSƯT Lê Vi). Trước đó, Tình bỏ chồng con ở nhà, vay mượn tiền bạc để vượt biên sang trời Âu với hy vọng đổi đời. Thế nhưng, cuộc sống tốt đẹp đâu chả thấy, Tình lại phải sống trong sự đau khổ, dằn vặt, tội lỗi về cái chết của đứa con gái... Tuy nhiên, vượt qua những khó khăn, gian khổ đó luôn là sự yêu thương, đùm bọc và giúp đỡ lẫn nhau, gìn giữ và trân trọng những giá trị văn hóa, truyền thống đạo đức...

## Diễn viên
- NSND Mạnh Cường trong vai Lê[8]
- NSƯT Xuân Bắc trong vai Minh[9]
- Lê Vũ Long trong vai Vinh[10]
- NSƯT Lê Vi trong vai Tình[11]
- Vi Cầm trong vai Phương[12]
- NSƯT Kiều Thanh trong vai Hường[13]
- NSƯT Kiều Anh trong vai Liên[14]
- Diamen Odess Gilllett trong vai Pavel
- Lâm Vissay trong vai Mạnh[15]
- Quỳnh Hoa trong vai Lan[16]
- Irina Zabrodina Jorgensen trong vai Marta
- Cháu Giang Thanh trong vai Tomek
- Tatiana Evonuk trong vai Natasha
- Andrea Aybar Camona trong vai Landaria[17]
- NSƯT Ngọc Thoa trong vai Mẹ Minh[18]
- NSND Minh Châu trong vai Liễu
- NSND Quốc Trị trong vai Mịch

Cùng một số diễn viên khác...

## Ca khúc trong phim
Bài hát trong phim là ca khúc "Đường xa tuyết trắng" do Lê Anh Dũng sáng tác và Tùng Dương - Đình Bảo thể hiện.

## Giải thưởng
| Năm  | Giải thưởng                                     | Hạng mục         | (Người) đề cử | Kết quả         | Tham khảo     |
| ---- | ----------------------------------------------- | ---------------- | ------------- | --------------- | ------------- |
| 2013 | Liên hoan phim truyền hình toàn quốc lần thứ 33 | Phim truyền hình | —             | Huy chương vàng | [ 20 ] [ 21 ] |